# Recicla Sampa
O Recicla Sampa é uma iniciativa destinada a promover conscientização e educação ambiental junto à população do município de São Paulo. Apoiada pelas duas concessionárias responsáveis pela coleta, transporte e destinação adequada de resíduos domiciliares, materiais recicláveis e resíduos dos serviços de saúde, a Ecourbis e a Loga, sob a regulação da Autoridade Municipal de Limpeza Urbana, a Amlurb, objetiva aumentar a reciclagem de lixo na capital paulista. A iniciativa está alinhada a um dos 53 objetivos estabelecidos no Plano de Metas da Prefeitura de São Paulo para 2020: reduzir em 500 mil toneladas o total de resíduos enviados a aterros sanitários municipais no período de quatro anos, em comparação com o volume registrado entre 2013 e 2016. Estudos gravimétricos estimam que os resíduos domiciliares no município são compostos de 35% de materiais sólidos secos, potencialmente recicláveis. Mas, atualmente, apenas 2,4% dos resíduos gerados no município de São Paulo são reciclados. O Recicla Sampa busca alterar esta realidade, alinhado a cinco princípios voltados a mudar hábitos em relação aos resíduos produzidos pelos moradores da cidade de São Paulo: Repense, Reduza, Reuse, Recuse e Recicle.

## Contexto
Um dos maiores desafios das cidades, em qualquer parte do mundo, é a redução dos resíduos encaminhados para aterros sanitários e o consequente aumento da reutilização e reciclagem de materiais que ainda podem ser novamente aproveitados antes de serem descartados. O objetivo está alinhado às demandas por preservação de recursos naturais, economia de matérias-primas e melhoria das condições de vida no planeta.
São Paulo produz diariamente cerca de 11,8 toneladas de resíduos domiciliares. Considerando população de 12.106.920 pessoas estimada para o município em 2017 pelo IBGE, isso significa média próxima de 1 kg por habitante/dia. Para custear o sistema de coleta domiciliar de resíduos, o gasto público mensal per capita é de R$ 15. Somados aos demais tipos (limpeza urbana, podas, entulhos, etc.), o volume recolhido chega a 18 toneladas diárias.
Em 2017, o volume de rejeitos encaminhado aos aterros que atendem a capital paulista foi de 3.763.592 toneladas, segundo a Amlurb (Autoridade Municipal de Limpeza Urbana). O número representa redução de 126.912 toneladas em relação à média aferida entre 2013 e 2016.  Entretanto, os resultados ainda são considerados insatisfatórios: cerca de 35% dos resíduos gerados pelos paulistanos poderiam estar sendo reciclados, mas apenas 2,4% atualmente o são.
O objetivo estipulado no Plano de Metas da Prefeitura de São Paulo para 2020 é reduzir em 500 mil toneladas o total de resíduos enviados a aterros sanitários municipais no período de quatro anos, em comparação com o volume registrado entre 2013 e 2016.  O município tem condições objetivas de melhorar o desempenho da reciclagem do lixo que seus habitantes geram, graças a estruturas físicas, à proporção e capilaridade dos profissionais e equipamentos públicos e privados envolvidos na prestação do serviço à população. O segredo do sucesso será mais paulistanos aderirem à reciclagem e separarem o lixo que geram em duas partes: os resíduos comuns e os resíduos recicláveis.
Transmitir esta mensagem e tornar a prática um hábito dos cidadãos de São Paulo é um dos cernes da estratégia do Recicla Sampa. A cidade é a única da América Latina que dispõe de centrais mecanizadas capazes de fazer a separação dos resíduos encaminhados pelos seus cidadãos para reciclagem. São duas centrais mecanizadas, uma localizada na Ponte Pequena, bairro Bom Retiro, e a outra na zona sul, bairro Usina Piratininga, com capacidade para processar 500 mil toneladas de resíduos recicláveis por dia e operar em dois turnos, seis dias por semana. Atualmente, porém, elas estão parcialmente ociosas e processam apenas uma fração do que poderiam.
O sistema é completado por 24 cooperativas de reciclagem habilitadas para receber o resíduo coletado pelas concessionárias até novembro de 2018, que cobrem todas as regiões da cidade, embora não todas as suas prefeituras regionais e distritos do município. Elas processam resíduos recolhidos e encaminhados pelas concessionárias contratadas pela prefeitura. É uma economia que movimenta e ajuda a manter mais de 1.200 famílias. Outros milhares de catadores atuam por conta própria nas ruas da cidade, ajudando também a transformar novamente em matéria-prima para fabricação de novos produtos o que, de outra forma, seria apenas lixo destinado a aterros.
O Recicla Sampa tem como função unir e mostrar aos cidadãos paulistas os esforços de mais de 3 mil profissionais das duas concessionárias responsáveis pela coleta, transporte e destinação adequada de resíduos domiciliares, materiais recicláveis e resíduos dos serviços de saúde, que atuam no município, da prefeitura de São Paulo e seus órgãos, principalmente a Amlurb (Autoridade Municipal de Limpeza Urbana), das cooperativas de reciclagem, das indústrias processadoras do material reciclável e, sobretudo, das 12 milhões de pessoas que vivem na cidade para aumentar a reciclagem de lixo e torná-la referência para outras iniciativas desta natureza ao redor do mundo. O programa sucede iniciativas similares já desenvolvidas no município no passado, com objetivos assemelhados, como o ‘Eu limpo São Paulo’, lançado em 2012, e o ‘Eu jogo limpo com São Paulo’, de 2014, ambas patrocinadas pelo Selur (Sindicato das Empresas de Limpeza Urbana no Estado de São Paulo) e apoiadas pelas quatro empresas responsáveis pela coleta domiciliar e pela limpeza e varrição das ruas do município (Loga, Ecourbis, Soma e Inova).

## Governança
O Recicla Sampa é uma iniciativa destinada a promover educação ambiental e a ampliar a conscientização da população acerca da importância de tratar com mais responsabilidade os resíduos sólidos gerados. A iniciativa está alinhada e integrada à Política Nacional de Resíduos Sólidos  e ao Plano de Gestão Integrada de Resíduos Sólidos do Município de São Paulo.
É financiado por meio de recursos privados, provenientes de parte das receitas dos contratos de concessão para operação dos serviços de coleta domiciliar de resíduos na cidade firmados pelas empresas concessionárias Loga e Ecourbis. E tem apoio institucional da Prefeitura de São Paulo, por meio da Amlurb, responsável pela regulação dos contratos de concessão de limpeza urbana no município.
O objetivo do Recicla Sampa é ampliar o volume de recicláveis e reduzir o de resíduos destinados aos aterros da cidade, por meio de estratégia de comunicação que contempla:
- incentivar a separação dos resíduos nos domicílios;

- difundir horários e boas práticas relacionadas à coleta;

- divulgar dicas para reutilização de materiais e redução do lixo gerado;

- informar sobre o funcionamento e operação do processo de coleta e reciclagem no município;
- oferecer materiais audiovisuais de diferentes formatos para ampliar o conhecimento da importância da separação domiciliar dos resíduos sólidos, inicialmente, entre resíduos comuns e os recicláveis;
- dar conhecimento e ampliar a transparência dos serviços executados pelas duas concessionárias responsáveis pela coleta, transporte e destinação adequada de resíduos domiciliares, materiais recicláveis e resíduos dos serviços de saúde da cidade de não Paulo;
- divulgar experiências, serviços e ações desenvolvidas por organizações não governamentais, artistas, estabelecimentos comerciais, instituições públicas e privadas que tem como preocupação o cuidado com os resíduos sólidos gerados.

Além disso, a iniciativa pretende oferecer instrumentos de educação ambiental para professores, alunos e escolas das redes pública e particular, bem como materiais para estimular a participação de mais pessoas, empresas e condomínios no processo de reciclagem.

## A coleta de resíduos em São Paulo
Os serviços divisíveis de limpeza urbana no município de São Paulo são executados em regime de concessão por meio de duas concessionárias: Loga e Ecourbis. Os contratos foram assinados em 06/10/2004, têm prazo de vigência de 20 anos e envolvem valor aproximado de R$ 6 bilhões, cada. Incluem a coleta de resíduos inertes (lixo domiciliar) até 50 kg, resíduos não domiciliares, restos de móveis e utensílios até 200 kg e resíduos de serviços de saúde. Diariamente é percorrida área de cerca de 1,5 mil km², com uso de em torno de 500 veículos. 

O sistema de coleta e triagem de resíduos sólidos no município de São Paulo também é composto por 24 cooperativas habilitadas de reciclagem. Além de operarem suas próprias instalações, elas manuseiam os resíduos movimentados nas centrais da Ponte Pequena (Loga) e Santo Amaro (Ecourbis). Estima-se que 1,2 mil cooperativados estejam envolvidos na prestação destes serviços. A cidade também conta com o apoio de mais de 30 grupos de cooperativas que contribuem para a efetiva implantação do programa de coleta seletiva.
Dos materiais recicláveis, nada do que é descartado pelos paulistanos fica com as concessionárias ou com a prefeitura. Isto é, tudo que é separado, acondicionado e destinado corretamente na residência de cada morador é destinado para as cooperativas de reciclagem e, de lá, vira matéria-prima para empresas recicladoras e indústrias. Trata-se de um círculo que movimenta a economia, gera renda e salários para os cooperados, empregos, pesquisa, além de uma ação cidadã, ambiental e, sobretudo, social.
O serviço de coleta de resíduos em São Paulo é regulado pela Amlurb (Autoridade Municipal de Limpeza Urbana). Criada em 30 de dezembro de 2002 (lei n° 13.478), até 2016 esteve vinculada à Secretaria de Serviços da Prefeitura Municipal de São Paulo e, a partir de 2 de janeiro de 2017, passou à alçada da Secretaria Municipal das Prefeituras Regionais. Trata-se de autarquia responsável pelas atividades reguladoras e fiscalizatórias do setor de limpeza urbana no município de São Paulo, inerentes à função de órgão regulador. Exerce, também, função pró-ativa, de fomento das políticas públicas no setor, como incentivo à coleta seletiva, à educação ambiental e a programas de interesse social.

## Planejamento
Todos os anos as concessionárias responsáveis pelos serviços de limpeza urbana em São Paulo apresentam seu planejamento de trabalho para educação e conscientização ambiental e o submetem à aprovação da Amlurb. Para o biênio 2018-2020, a decisão foi inverter a lógica até então predominante de iniciativas de comunicação espaçadas e passar a desenvolver projeto mais consistente no médio e longo prazo.
Embora a educação ambiental tenha feito parte de muitos documentos oficiais e iniciativas, os indicadores em São Paulo continuam mostrando crescente geração de resíduos, os índices da coleta seletiva permanecem baixos, há desperdício de materiais e produtos e as ações de educação ambiental foram pontuais, desarticuladas entre setores do governo e população. A maioria não se traduziu em resultados de conscientização para o consumo sustentável e em incentivo a tecnologias limpas.
Agora, o intuito é aproximar a comunicação do ritmo permanente e cotidiano das operações de coleta e reciclagem de resíduos na cidade, com identidade, coerência e forte presença na internet e em redes sociais – e deixar de ser apenas objeto de campanhas isoladas.
A primeira tarefa foi organizar um repositório de conteúdos para que os interessados possam buscar informações, conhecer procedimentos, estimular hábitos e, assim, aumentar a adesão ao esforço coletivo de aumentar o volume de lixo reciclado e reduzir os resíduos encaminhados a aterros na cidade de São Paulo.
Toda a plataforma do Recicla Sampa é estruturada em cima de cinco editorias, os 5 Rs: Repense, Reduza, Reuse, Recuse e Recicle. Eles sintetizam os comportamentos que se espera que os cidadãos tenham perante os resíduos que produzem. Além disso, expressam reflexão e atitude a respeito da São Paulo que se quer para o presente e para o futuro.